# Aequidens pirilampo
Aequidens pirilampo — вид променеперих риб родини цихлових (Cichlidae). Описаний у 2024 році.

## Назва
Видовий епітет pirilampo означає світлячок у народній португальській назві в регіоні, де зустрічається цей вид. Це біолюмінесцентний жук, дуже поширений в цьому регіоні. Ці комахи випромінюють інтенсивне зелене світло, яке натякає на колірну модель життя, яку демонструє новий вид.

## Поширення
Ендемік Бразилії. Мешкає у верхів'ї річки Коррентес у верхньому басейні річки Парагвай у біомі серрадо.